# 鳞叶点地梅
鳞叶点地梅（学名：[Androsace squarrosula] 错误：{{Lang}}：文本有斜体标记（帮助））为报春花科点地梅属下的一个种。

## 扩展阅读
- 維基物種上的相關：鳞叶点地梅